# Delstat

USA:s delstater.

En delstat är en delvis självstyrande stat som tillsammans med andra stater utgör en del av en federal statsbildning eller federation (förbundsstat).
Delstaterna har i regel ett långtgående självstyre, de har i regel egna lagstiftande församlingar samt företrädare som motsvarar rollerna som statschef och regeringschef på central (federal) nivå. Däremot är det federationen som är den folkrättsligt suveräna staten i det internationella samfundet.
I USA har delstaterna omfattande självstyre inom områden som utbildning, hälsovård och rättssystem, medan vissa frågor, såsom försvar och utrikespolitik, regleras av den federala regeringen. Varje delstat har en egen författning och egna representanter i USA:s kongress.
Delstaterna i en förbundsrepublik benämns ibland själva republiker. I dessa fall används ofta termen delrepublik om delstaterna i fråga. Begreppet har historiskt kanske främst förknippats med Sovjetunionens delstater.

## Länder som helt eller delvis består av delstater
- Argentina, se Argentinas provinser
- Australien, se Australiens delstater och territorier
- Belgien, se Belgiens federala gemenskaper och Belgien regioner
- Bosnien, se Bosnien och Hercegovinas entiteter
- Brasilien, se Brasiliens delstater
- Etiopien, se Etiopiens regioner
- Förenade arabemiraten, där dess sju emirat har status som delstater
- Indien, se Indiens administrativa indelning
- Kanada, se Kanadas administrativa indelning
- Komorerna, se Komorernas distrikt
- Malaysia, se Malaysias delstater och territorier
- Mexiko, se Mexikos delstater
- Mikronesiska federationen, se Mikronesiska federationens administrativa indelning
- Nigeria, se Nigerias delstater
- Palau, se Palaus delstater
- Ryssland, se Rysslands delrepubliker
- Schweiz, se Schweiz kantoner
- Spanien, se Spaniens autonoma regioner[a]
- Sudan, se Sudans delstater
- Sydafrika, se Sydafrikas provinser
- Tyskland, se Tysklands förbundsländer
- USA, se USA:s delstater samt delstatsstyren i USA
- Venezuela, se Venezuelas administrativa indelning
- Österrike, se Österrikes förbundsländer